# 多斯卡貝薩斯 (亞利桑那州)
多斯卡貝薩斯（英語：Dos Cabezas）是位於美國亞利桑那州科奇斯縣的一個非建制地區。該地的面積和人口皆未知。

## 地理
多斯卡貝薩斯的座標為32°10′31″N 109°36′48″W / 32.17528°N 109.61333°W，而該地的平均海拔高度為1549米（即5082英尺）。